# Guignardia dyerae
Guignardia dyerae är en svampart som beskrevs av Punith. & P.H. Wong 1981. Guignardia dyerae ingår i släktet Guignardia och familjen Botryosphaeriaceae.   Inga underarter finns listade i Catalogue of Life.